# KeePassX
KeePassXは、フリーかつオープンソースのパスワードマネージャーである。当時はWindowsのみで動作したKeePassをLinuxへ移植するために開発が開始された。現在はどちらもクロスプラットフォームであり、KeePassXはQt 5を使用しており、KeePass バージョン2.xは.NET Framework/Monoを使用している。
KeePassXはKeePass バージョン2.xのデータベースファイル (.kdbx) を使用する。また、KeePass バージョン1.xのデータベースファイル (.kdb) をインポート及び変換することもできる。
コミュニティによってフォークされたKeePassXCがある。